# Río Chaqui
Río Chaqui är ett vattendrag i Bolivia.   Det ligger i departementet Potosí, i den centrala delen av landet, 70 km söder om huvudstaden Sucre.
Omgivningen kring Río Chaqui är i huvudsak ett öppet busklandskap. Området är glesbefolkat, med 10 invånare per kvadratkilometer.